# Église Saint-Éloi de Vitray
L'église Saint-Éloi est une église située sur la commune de Meaulne-Vitray, dans le département de l'Allier, en France.

## Localisation
Elle se trouve au village de Vitray.

## Description
Le clocher est entièrement recouvert en bardeau.

## Historique
Diverses sources mentionnent aux XIVe et XVe siècles son appartenance au diocèse de Bourges.
Une campagne de restauration a révélé la présence de peintures murales dont la datation va de la période romane jusqu’au XVIIe siècle. Ces décors attestent une très longue continuité d’usage de l’édifice ainsi que des influences stylistiques observées en Berry. Le prix Émile-Mâle a récompensé en 2009 les propriétaires de l’édifice, pour le financement de la restauration des peintures murales.
L'édifice est inscrit au titre des monuments historiques en 1976.